# По-По (Мічиган)
По-По (англ. Paw Paw) — селище (англ. village) в США, в окрузі Ван-Б'юрен штату Мічиган. Населення — 3362 особи (2020).

## Географія
По-По розташоване за координатами 42°12′51″ пн. ш. 85°53′32″ зх. д. / 42.21417° пн. ш. 85.89222° зх. д. (42.214235, -85.892177).  За даними Бюро перепису населення США в 2010 році селище мало площу 7,49 км², з яких 6,91 км² — суходіл та 0,57 км² — водойми.

## Демографія
Згідно з переписом 2010 року, у селищі мешкали 3534 особи в 1499 домогосподарствах у складі 862 родин. Густота населення становила 472 особи/км².  Було 1674 помешкання (224/км²).
Расовий склад населення:
| - 92,3 % — білих - 2,3 % — чорних або афроамериканців - 0,4 % — азіатів - 0,2 % — корінних американців - 2,2 % — осіб інших рас |

До двох чи більше рас належало 2,7 %. Частка іспаномовних становила 5,9 % від усіх жителів.
За віковим діапазоном населення розподілялося таким чином: 24,2 % — особи молодші 18 років, 62,0 % — особи у віці 18—64 років, 13,8 % — особи у віці 65 років та старші. Медіана віку мешканця становила 36,4 року. На 100 осіб жіночої статі у селищі припадало 94,3 чоловіків;  на 100 жінок у віці від 18 років та старших — 89,1 чоловіків також старших 18 років.
Середній дохід на одне домашнє господарство  становив 48 785 доларів США (медіана — 29 531), а середній дохід на одну сім'ю — 46 374 долари (медіана — 33 902). Медіана доходів становила 34 847 доларів для чоловіків та 39 333 долари для жінок. За межею бідності перебувало 44,8 % осіб, у тому числі 53,4 % дітей у віці до 18 років та 17,0 % осіб у віці 65 років та старших.
Цивільне працевлаштоване населення становило 1338 осіб. Основні галузі зайнятості: мистецтво, розваги та відпочинок — 19,0 %, роздрібна торгівля — 14,9 %, освіта, охорона здоров'я та соціальна допомога — 14,9 %.